# Zuzana Tlučková
Zuzana Tlučková (ur. 9 lutego 1962 w Koszycach) – słowacka aktorka teatralna i telewizyjna.
Po ukończeniu szkoły średniej studiowała aktorstwo na Wydziale Teatralnym Wyższej Szkoły Sztuk Scenicznych w Bratysławie. Związała się z bratysławskim teatrem Nová scéna, gdzie występowała do 1990 roku.
Jej mężem jest aktor i piosenkarz Štefan Skrúcaný.
Pracuje również w dubbingu. W roku 1994 otrzymała nagrodę za dubbing w serialu Jednoducho Mária – „Žena roka”.

## Filmografia (wybór)
- 1982: Na konci diaľnice (Micka)
- 1983: Výlet do mladosti (Oľga)
- 1984: Keď jubilant plače (Fialka)
- 1985: Kamenný chodníček (Eva)
- 1986: Alžbetin dvor (Marta Fojtíková)
- 1989: Čertiská
- 1990: Puto najsilnejšie (Daphné Wingová)
- 1999: Fiaker číslo 21 (Líza)
- 2006–2007: Susedia (Zuzana)
- 2008: Priateľky (Kamila)
- 2009: Kutyil s.r.o. (Anabela)
- 2011–2015: Panelák (Andrea Cinege Ryšavá)
- 2016: ZOO (Silvia Žitavská Balážová)
- 2018–teraz: Susedia (Zuzana)
- 2018–2020: Prázdniny (Eva – mama Mariki)
- 2018–2019: Som mama (Boženka)

Dubbing
- 1989: Jednoducho Mária (Mária Lopézová)
- 199?: Flintstonovci (Betty Rubble)
- 199?: Rýchla rota Chipa a Dala (Gadgetka)
- 1991: Sissi (Sissi)
- 1991: Sissi: Mladá cisárovná (Sissi)
- 1991: Sissi: Osudové roky cisárovnej (Sissi)